# Davit Usupasjvili
Davit Usupasjvili (georgiska: დავით უსუფაშვილი), född 5 mars 1968 i Magharo, är en georgisk politiker och talman i det georgiska parlamentet sedan den 21 oktober 2012. 
Usupasjvili föddes i byn Magharo i dåvarande Georgiska SSR år 1968. Han tog studenten vid Tbilisis universitet år 1992. År 2011 gick han med i mångmiljardären Bidzina Ivanisjvilis koalition Georgiska drömmen, som vann parlamentsvalet i oktober 2012. Efter parlamentsvalet utsågs Usupasjvili till talman i Georgiens parlament och den 21 oktober 2012 efterträdde han Davit Bakradze som talman.